# Kashkaval

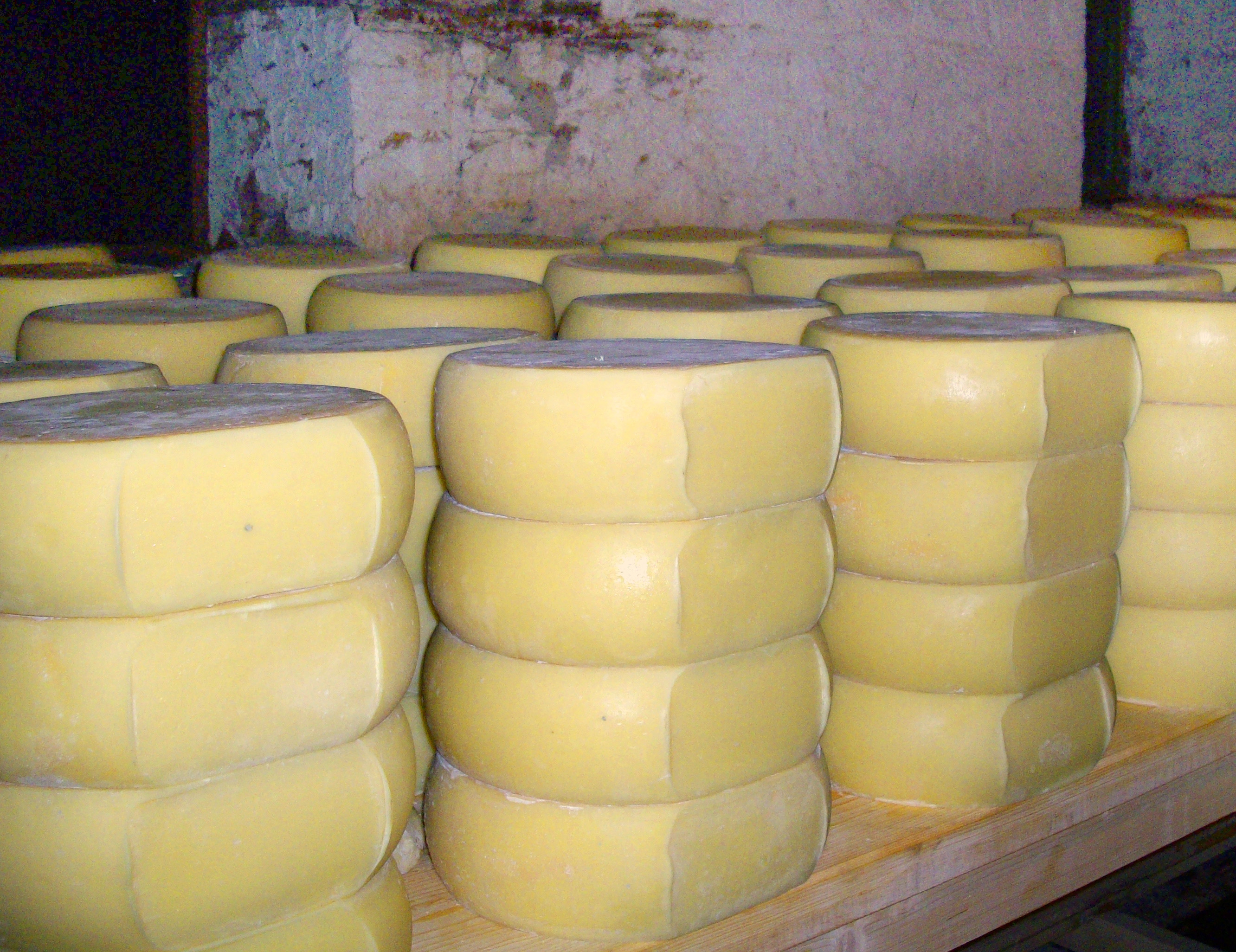
Queso Kashkaval en Macedonia del Norte.

Kashkaval (Búlgaro y macedonio:  Kашкавал) es un queso específico de color amarillo que se elabora con leche de oveja o de vaca; es muy popular en las cocinas de Bulgaria y Macedonia del Norte; el término se emplea a veces de forma general para los quesos de pulpa amarilla. De forma similar en Rumania el Cașcaval se emplea para denominar de forma genérica a los quesos amarillos. La palabra Kashkaval proviene de Caciocavallo,[cita requerida] un queso italiano similar al provolone.